# زتا ماکیان
زتا ماکیان یک ستاره است که در صورت فلکی ماکیان قرار دارد.